# Theresa Hak Kyung Cha
Theresa Hak Kyung Cha (차학경) (* 4. März 1951 in Busan; † 5. November 1982 in New York City) war eine koreanisch-amerikanische Autorin sowie Installations- und Performancekünstlerin. Ihr 1982 kurz vor ihrem Tod veröffentlichtes Buch Dictée gilt als wegweisend für die postkoloniale Avantgarde.

## Leben

### Jugend
Theresa Hak Kyung Cha wurde am 4. März 1951 in Busan als drittes von fünf Kindern von Hyung Sang und Hyung Soon Cha in eine Familie geboren, die wie so viele andere koreanische Familien dieser Zeit viele Male umzog: in die Mandschurei – wo ihre Mutter geboren worden war –, um der japanischen Besatzung zu entkommen; dann zurück nach Korea (zuerst nach Seoul, dann nach Busan, dann zurück nach Seoul); dann Hawaii; und schließlich nach San Francisco, wo Theresa ihren kreativen Geist fand. Cha wuchs somit bis zum Alter von 12 Jahren in Korea auf. 1963 emigrierte ihre Familie von Busan in die Vereinigten Staaten, wo sie sich 1964 in San Francisco niederließ.

### Studium
Nach dem Besuch einer katholischen Schule schrieb sie sich kurz an der University of San Francisco ein, bevor sie an die University of California, Berkeley, wechselte, wo sie vier Abschlüsse in Kunst und vergleichender Literaturwissenschaft erwarb, während sie als Kassiererin im Berkeley Art Museum arbeitete. Sie studierte dort ab 1969 und erlebte dort die Zeit der Studentenproteste gegen den Vietnamkrieg. Sie verbrachte einige Zeit in North Beach, eingebettet in eine künstlerische Umgebung, und studierte bei Jim Melchert und  Bertrand Augst.
Sie verbrachte einige Zeit in Europa, wo sie unter anderem in Frankreich bei Christian Metz, Raymond Bellour und Thierry Kuntzel studierte. So verbrachte sie ein Jahr in Paris, studierte Französisch, Film und Filmtheorie und entwickelte eine Faszination für Filmemacher wie Carl Theodor Dreyer, Chris Marker und Marguerite Duras. Als sie im Jahr 1980 nach New York zog, schrieb sie bereits an Dictée, während sie als Wissenschaftlerin am Metropolitan Museum of Art arbeitete. Sie gab Apparatus (1981) heraus, eine Sammlung von Essays von Filmwissenschaftlern und Avantgarde-Filmemachern.

### Heirat, Tod und Nachleben
Im Jahr 1982 heiratete Cha den Fotografen Richard Barnes, der die Renovierung des Puck Building dokumentierte, eines berühmten roten Backsteingebäudes im New Yorker Stadtteil SoHo.
Ungefähr zwei Monate nach der Veröffentlichung von Dictée, am 5. November 1982, ging Cha zu diesem Gebäude, um Barnes zu treffen, wurde aber von einem Wachmann abgefangen, der sie vergewaltigte, würgte, zu Tode prügelte und ihre Leiche ein paar Blocks entfernt auf einem Parkplatz ablegte. Der Täter sitzt eine lebenslange Freiheitsstrafe ab.
In den Jahren seit ihrem Tod ist Chas künstlerischer Ruf gewachsen: Im Jahr 1993 organisierte der Kurator Lawrence Rinder eine Ausstellung ihrer Arbeiten im Whitney Museum of American Art in New York. Das Theresa-Hak-Kyung-Cha-Archiv wurde 1992 im Berkeley Art Museum & Pacific Film Archive eingerichtet, und es gab Retrospektiven bis hin zum Antoni Tàpies Museum in Barcelona. Werke von Cha sind unter anderem im Berkeley Art Museum & Pacific Film Archive, dem Artists Space in New York, dem Whitney Museum of American Art und dem Bronx Museum of Art ausgestellt.

## Werk

### Zentrales Thema und Einflüsse
Theresa Hak Kyung Cha war in vielen Feldern der Kunst produktiv. Neben Film-, Video- und Diainstallationen sowie Performances schuf sie Keramikkunst und Skulpturen. Im übergreifenden Bereich zwischen bildender Kunst und Literatur ist ihr Werk in die Sparten Konkrete Poesie und Mail Art sowie Kunstbuch einzuordnen. Ihr Werk wird auch der Feministischen Kunst zugeordnet.
Das zentrale Thema der Kunst von Theresa Hak Kyung Cha ist Entwurzelung bzw. Verlust. Sie erforschte mit ihrer Kunst Gedächtnis- und Kommunikationsprozesse sowie psychische Wandlungsprozesse. Dabei bezog sie Einflüsse aus verschiedenen Kulturen in ihre Arbeit ein und schuf Referenznetze. Eine wichtige Einflusssphäre ist die koreanische Kultur ihrer Kindheit und Jugend mit den beiden Glaubenssystemen Konfuzianismus und Katholizismus. Auch über die koreanische Avantgarde-Lyrik tradierte Einflüsse des französischen Symbolismus spielen für ihre Kunst eine Rolle. Theresa Hak Kyung Cha beschäftigte sich auch intensiv mit Texten von Roland Barthes, Jacques Derrida und Jacques Lacan und bezog deren Theorien in ihr Schaffen ein. In ihrem Spätwerk sind insbesondere die psychologischen Theorien A.R. Lurias als Einfluss nachweisbar.

### Dictée
Im Jahr 1982, etwa drei Monate vor der Veröffentlichung ihres Hauptwerks Dictée, schrieb sie an ihren älteren Bruder John: „Es ist schwer zu sagen, was ich fühle, wie ich mich fühle, außer dass ich mich befreit fühle, und ich fühle mich auch nackt. Es fühlt sich gut an. Es fühlt sich beängstigend an.“ Das Werk ist dabei eine Mischung aus Memoiren, Geschichte und experimenteller Meditation; eine herausfordernde, innovative Erforschung von Chas Leben, der schwierigen Einwanderungsreise ihrer Mutter durch Ostasien und in die Vereinigten Staaten, der zerbrochenen Einwanderungserfahrung, weiblicher Krieger und der Sprache selbst.
Dictée wurde im September 1982 veröffentlicht und erhielt zunächst nur eine bescheidene, wenngleich positive Resonanz: So schaffte das Werk es auf Platz 5 der Taschenbuchausgabe von „The A List“, einer Bestsellerliste, die von unabhängigen New Yorker Buchhandlungen zusammengestellt wurde. In den Jahren nach der Veröffentlichung entwickelte es sich zu einem unverzichtbaren Werk für feministische Schriftstellerinnen, Konzeptkünstlerinnen und asiatisch-amerikanische Autorinnen und Wissenschaftlerinnen.
Durch Kapitel, die nach den griechischen Musen benannt sind, springt das Buch von einer Protagonistin zur nächsten: Cha selbst; Jeanne d’Arc; die koreanische Freiheitskämpferin Ryu Gwansun aus dem frühen 20. Jahrhundert, die im Alter von 17 Jahren gefoltert und getötet wurde; und, vielleicht am ergreifendsten, Chas Mutter, die wie ein Schutzgeist über dem Buch schwebt. Durch ihre Mutter erforscht Cha eine traumatische Ära der koreanischen Geschichte, darunter eine jahrzehntelange japanische Besatzung, ein Krieg, der das Land spaltete, eine Reihe von Diktatoren und eine darauffolgende Diaspora, zu der die Familie Cha gehörte.
Wenig wird in dem Werk explizit gemacht, und die Struktur bleibt rätselhaft: Sätze werden stellenweise auf Fragmente reduziert; Abschnitte in Französisch und Koreanisch werden nicht übersetzt; Bilder und Diagramme werden ohne Bildunterschriften dargestellt. Cathy Park Hong, Professorin an der Rutgers-Newark University, schrieb in ihrer Essaysammlung Minor Feelings: An Asian American Reckoning (2020), in der sie Cha und Dictée ein Kapitel widmete: „Ich fordere meine Schüler auf, sich dem Buch so zu nähern, als würden sie eine neue Sprache lernen. Die Leser sind Detektive, die ihre eigenen Verbindungen entdecken.“ Dictée wurde 1995 von Third Woman Press und 2001 von der University of California Press neu aufgelegt.

### Performance-Kunst und Filme
Cha experimentierte mit Performance-Kunst: Barren Cave Mute (1974), sowohl rätselhaft als auch schön, beinhaltet die drei Worte des Titels, die mit Wachs auf lange Blätter geschrieben sind, wobei eine einzelne Kerze einen abgedunkelten Raum erhellt, und als die Flamme das Papier berührt, beginnt sie das Wachs zu schmelzen und enthüllt die Worte. Mouth to Mouth (1975), ein achtminütiger Schwarz-Weiß-Film, kombiniert koreanische Buchstaben und ein Bild eines Mundes. Das Stück Passages Paysages (1978), ist eine Videoinstallation, die aus drei Monitoren besteht, die veränderte Bilder von Gesten, Familienfotos und Wörtern zeigen, gepaart mit einer Erzählung auf Englisch, Französisch und Koreanisch – Chas eigene Stimme. Im Jahr 1979 reiste Cha mit ihrem Bruder James nach Seoul, um an ihrem einzigen Spielfilm White Dust From Mongolia zu arbeiten, einem Vergleich des modernen Korea mit dem Korea ihrer Jugend, der nur in Fragmenten von Drehbuch und Film erhalten ist.

## Publikationen
- Dictée. Tanam Press, New York 1982, ISBN 0-934378-10-X.
- als Herausgeberin: Apparatus. Cinematographic Apparatus. Selected Writings. Tanam Press, New York NY 1980, ISBN 0-934378-47-9.

## Auszeichnungen
- Stipendium am Nova Scotia College of Art and Design

## Ausstellungen
- 2001 Retrospektive: The Dream of the Audience: Theresa Hak Kyung Cha (1951-1982). Zusammengestellt unter der Mitwirkung der University of California und dem Berkeley Art Museum & Pacific Film Archive. Wanderausstellung, die in fünf Städten gezeigt wurde.